# France Mémoire
France Mémoire est un service de l'Institut de France dont la mission est de référencer les commémorations nationales et anniversaires historiques. 
Ce service a été créé le 1er janvier 2021 à la suite de la signature d'une convention entre le ministère de la Culture et l'Institut de France, en accord avec le président de la République Emmanuel Macron. Il succède à l'ancienne Mission aux commémorations nationales, qui relevait alors exclusivement du ministère de la Culture. 

## Historique
Jusqu'en 2018, la Mission aux Commémorations nationales était assurée par les Archives Nationales. Elle dressait chaque année la liste des anniversaires à célébrer au nom du Ministère de la Culture. Cette liste était validée par le Haut comité des Commémorations nationales, institué par arrêté du 23 septembre 1998. En 2011, à la suite d'une polémique autour de la célébration de l'écrivain Louis-Ferdinand Céline, qui a collaboré pendant la guerre, le service est renommé « Commémorations nationales ». 
En 2018, une nouvelle polémique éclate après le choix de la ministre de la Culture, Françoise Nyssen, de retirer Charles Maurras des commémorations prévues. Dix des douze membres du comité chargé de sélectionner les anniversaires, dont les historiens Jean-Noël Jeanneney et Pascal Ory, avaient alors démissionné, expliquant ne plus pouvoir « siéger avec, en permanence, la menace soit de la censure, soit de l'auto-censure »,.
Pour sortir de cette crise, il a été décidé de confier cette mission à l'Institut de France, une institution « placée sous la protection du président de la République mais indépendante de l'État ». La mission France Mémoire est créée en janvier 2021. Elle propose chaque année à tous une liste de commémorations, que le pouvoir exécutif peut suivre, ou non : ainsi, en 2022, « s’il a commémoré Napoléon cette année, Emmanuel Macron n’a ainsi pas souhaité honorer la Commune de Paris »,.
France Mémoire produit pour chaque date anniversaire proposée des contenus historiques et pédagogiques qui sont disponibles en libre accès sur son site web. Elle précise « constituer aussi une source d'information en référençant d'autres initiatives ».

## Activités
Tous les ans, France Mémoire établit le calendrier des cinquante principales dates anniversaires (cinquantenaires, centenaires et leurs multiples), sur « des personnalités, des œuvres ou des événements marquants de toute l'histoire de France ». 
Pour accomplir sa mission, France Mémoire s'appuie sur les cinq académies composant l'Institut : Académie française, Académie des sciences, Académie des beaux-arts, Académie des sciences morales et politiques et Académie des inscriptions et belles-lettres . Depuis sa création, France Mémoire est dirigé par l'historien Yves Bruley. Selon lui, l'idée s'est imposée comme une évidence de « recréer un service dans une structure publique mais indépendante des gouvernements successifs » et donc à l'abri des vicissitudes de la vie politique ou du calendrier des élections. L'Institut s'est révélé « la solution la plus naturelle pour relancer cette instance », car avec l'Institut, il n'y aura plus « de liste de commémorations historiques qui donnait aux gens l'impression que l'État voulait leur imposer une version officielle de l'Histoire ». Il précise que les évènements retenus sont moins nombreux et que le mot "anniversaires historiques", plus neutre, est utilisé à côté de celui de « commémorations » qui recouvre des réalités très diverses. Si l'immense majorité des sujets fait consensus, certains divisent et ne doivent pourtant pas être écartés de la mémoire nationale, du fait même des débats qu'ils provoquent. France Mémoire se veut donc un lieu « ouvert au débat historique ».

## Liste des commémorations par année

### Commémorations de 2022
Pour 2022, France mémoire a sélectionné 52 commémorations dont les 400 ans de la naissance de Molière le 15 janvier, l'élection de Marie Curie — et première femme — à l'Académie nationale de Médecine le 1er février, le cinquantenaire des premiers essais du TGV le 20 mars, les 150 ans de la naissance de Léon Blum le 9 avril, les 500 ans de la naissance de Jacques Cujas puis ceux de Joachim du Bellay le 22 mai, le bicentenaire de la première traduction des hiéroglyphes par Jean-François Champollion le 27 septembre, le centenaire de la pose de la première pierre de la Grande Mosquée de Paris le 19 octobre, le tricentenaire du sacre de Louis XV le 25 octobre, le cinquantenaire du premier vol d'un avion Airbus le 28 octobre, les 150 ans du tableau Impression, soleil levant de Claude Monet le 13 novembre, le centenaire de la mort de Marcel Proust le 18 novembre, les 200 ans de la naissance de Louis Pasteur le 27 décembre.

### Commémorations de 2023
Pour 2023, le calendrier compte 50 dates, entre 1023 et 1973. Y figurent notamment le millénaire de l'abbaye du Mont-Saint-Michel, les 400 ans de la naissance de Blaise Pascal, les centenaires de la mort de Sarah Bernhardt et de Gustave Eiffel, ou encore les 50 ans du lancement du programme spatial Ariane. Le calendrier met également en avant la réalisatrice Alice Guy (1873-1968), Lazare Carnot (1753-1823), Ernest Renan (1823-1892), le mime Marceau (1923-2007), l'entomologiste Jean-Henri Fabre (1823-1915) ou encore Jules Rimet (1873-1956), initiateur de la coupe du monde de football. Sont également retenus le serment de Guérin de Beauvais en faveur de la « paix de Dieu » (1023) ou le traité de Lausanne (1923). Parmi les sujets littéraires, figurent la publication du Tour du monde en quatre-vingts jours en 1873, ou encore la naissance de Colette (1873-1954).
La proposition faite par France Mémoire de commémorer en 2023 les cent ans de la mort de Maurice Barrès, « écrivain et homme politique nationaliste, antidreyfusard et antisémite », fait polémique. Si son directeur précise que « commémorer n’est pas célébrer », l'historienne Marie Peltier estime que cet argument est ambigu, et qu'on ne peut pas « rendre hommage à la démocratie en commémorant des figures qui y sont opposées ». Pour Tal Bruttmann, « la figure de Barrès est moins problématique que [celle de] Maurras »  car il serait revenu sur son antisémitisme et son nationalisme total à partir de 1914. Anne-Marie Thiesse remarque que les commémorations des écrivains sont particulièrement politiques, et sensibles, tout au long du XXe siècle.